# Leucanopsis austina
Leucanopsis austina är en fjärilsart som beskrevs av William Schaus 1941. Leucanopsis austina ingår i släktet Leucanopsis och familjen björnspinnare. Inga underarter finns listade i Catalogue of Life.